# クラシックの迷宮
『クラシックの迷宮』（クラシックのめいきゅう）はNHK-FM放送で2013年1月12日から放送されているクラシック音楽の番組である。

## 概要
2012年12月30日、吉田秀和の『名曲のたのしみ』の番組終了に伴い、その継承番組として翌年2013年1月12日より開始された。
ディスクジョッキーを務める片山杜秀が、毎回西洋作曲家や日本の作曲家、季節の音楽等をテーマに独自の視点から分析・解説を加える。
2016年度より聴取者の番組へのリクエスト・メッセージを番組ホームページより出来るようになった。

## 放送日時・放送内容
放送日時
- NHK-FM放送
  - 毎週土曜日 19:25-21:00
- 2013年度、2014年度、2016年度、2017年度、2019年度、2020年度 毎週土曜日 21:00-22:00（本放送）
- 2015年度 毎週土曜日 22:00-23:00（本放送）
- 2018年度 毎週日曜日 21:00-22:00（本放送）
- 2021年度-2023年度 毎週土曜日 19:20-21:00（本放送）[注釈 1][注釈 2]
- 2013年1-3月 翌週木曜日 10:00-11:00（再放送）
- 4月-2018年3月 翌週月曜日 10:00-11:00（再放送）

放送内容
- 毎月1週目と2週目、（3週目）

自由なテーマでクラシック音楽、作曲家をさまざまな視点で紹介する。
- 毎月3週目（または4週目）

「私の視聴室」と題し、最近の録音を紹介する。このコーナーは「名曲のたのしみ」から引き継いだものである。2021年4月の枠移動後は、N響Cプロ定期の放送のため一週休止となることを受け、コーナーは廃止されたようである。
- 毎月最終週

NHKアーカイブス等の音源を活用し、古き時代の音楽作品を紹介する。

## 放送日程

### 2013年
| 放送日         | 副題                                                          | 再放送日                    | 備考・出典                                                                                  |
| -------------- | ------------------------------------------------------------- | --------------------------- | ------------------------------------------------------------------------------------------- |
| 1月12日(土)    | “春の海”と“越天楽”                                            | 1月17日(木)                 | 初回                                                                                        |
| 1月19日（土）  | 私の試聴室〜ダルバのイザイとイザイのイザイ〜                  | 1月24日（木）               | [ 5 ] [ 6 ]                                                                                 |
| 1月26日（土）  | 没後一年・林光の“裸の王様”                                    | 1月31日（木）               | [ 7 ] [ 8 ]                                                                                 |
| 2月2日（土）   | “春の祭典”１００年                                            | 2月7日（木）                | [ 9 ] [ 10 ]                                                                                |
| 2月9日（土）   | ワーグナーとマイヤベーア                                      | 2月14日（木）               | [ 11 ] [ 12 ]                                                                               |
| 2月16日（土）  | 私の試聴室～トリスターノのブクステフーデとバッハ～            | 2月21日（木） 8月12日（月） | [ 13 ] [ 14 ] [ 15 ]                                                                        |
| 2月23日（土）  | シュヒター指揮のＮ響定期～ＮＨＫのライブラリーから            | 2月28日（木）               | [ 16 ] [ 17 ]                                                                               |
| 3月2日（土）   | 寒い国から来たフーガ                                          | 3月7日（木）                | [ 18 ] [ 19 ]                                                                               |
| 3月9日（土）   | 福島県にささぐ                                                | 3月14日（木）               | [ 20 ] [ 21 ]                                                                               |
| 3月16日（土）  | シューベルトとギター                                          | 3月21日（木）               | [ 22 ] [ 23 ]                                                                               |
| 3月23日（土）  | 私の試聴室～山田和樹～                                        | 3月28日（木）               | [ 24 ] [ 25 ]                                                                               |
| 3月28日（土）  | 安川加壽子のショパンとフォーレ～ＮＨＫのアーカイブスから      | 4月4日（木） 5月6日（月）   | [ 26 ] [ 27 ] [ 28 ]                                                                        |
| 4月6日（土）   | ヴェルディとトスカニーニ                                      | 4月8日（月）                | この回から再放送は月曜日へ移行                                                              |
| 4月13日（土）  | ヴィヴァルディの“春”、日本の春                                | 4月15日（月）               | [ 31 ] [ 32 ]                                                                               |
| 4月20日（土）  | 私の試聴室～ベネデッティの銀幕のバイオリン～                  | 4月22日（月）               | [ 33 ] [ 34 ]                                                                               |
| 4月27日（土）  | 山田一雄指揮“ピーターとおおかみ”～ＮＨＫのアーカイブスから    | 4月29日（月）               | [ 35 ] [ 36 ]                                                                               |
| 5月11日（土）  | サヴァリッシュとアメリカ                                      | 5月13日（月）               | [ 37 ] [ 38 ]                                                                               |
| 5月18日（土）  | 私の試聴室～ベズイデンホウトのフォルテピアノ～                | 5月20日（月）               | [ 39 ] [ 40 ]                                                                               |
| 5月25日（土）  | 巌本真理と井口基成 ～ＮＨＫのアーカイブスから～               | 5月27日（月）               | [ 41 ] [ 42 ]                                                                               |
| 6月1日（土）   | クライバーンとロシア                                          | 6月3日（月）                | [ 43 ] [ 44 ]                                                                               |
| 6月8日（土）   | ワーグナーとウェーバー                                        | 6月10日（月）               | [ 45 ] [ 46 ]                                                                               |
| 6月15日（土）  | ルトスワフスキ生誕１００年によせて                            | 6月17日（月）               | [ 47 ] [ 48 ]                                                                               |
| 6月22日（土）  | バーンスタインとフルトヴェングラーのリハーサル                | 6月24日（月）               | [ 49 ] [ 50 ]                                                                               |
| 6月29日（土）  | 諏訪根自子のブラームス～ＮＨＫのアーカイブスから～            | 7月1日（月）                | [ 51 ] [ 52 ]                                                                               |
| 7月6日（土）   | たなばたさまとヒンデミット                                    | 7月8日（月）                | [ 53 ] [ 54 ]                                                                               |
| 7月13日（土）  | 鉄道とクラシック                                              | 7月15日（月）               | [ 55 ] [ 56 ]                                                                               |
| 7月20日（土）  | 私の試聴室～ヤン・リシエツキのショパン～                      | 7月22日（月）               | [ 57 ] [ 58 ]                                                                               |
| 7月27日（土）  | １９５７年のローゼンストック＆Ｎ響～ＮＨＫのアーカイブスから  | 7月29日（月）               | [ 59 ] [ 60 ]                                                                               |
| 8月3日（土）   | コレルリ没後３００年                                          | 8月5日（月）                | [ 61 ] [ 62 ]                                                                               |
| 8月17日（土）  | 残暑お見舞いスペシャル！ 草笛光子の“ジャンヌ・ダルク”日本初演 | 8月19日（月）               | ゲスト:草笛光子、放送時間は8月17日午後7時20分～午後9時25分、8月19日午前7時25分～午前9時30分 |
| 8月31日（土）  | 私の試聴室～憂鬱をやり過ごすために～                          | 9月2日（月）                | [ 65 ] [ 66 ]                                                                               |
| 9月7日（土）   | チェルニーの楽しみ                                            | 9月9日（月）                | [ 67 ] [ 68 ]                                                                               |
| 9月14日（土）  | 吉田秀和 生誕１００年                                         | 9月16日（月）               | [ 69 ] [ 70 ]                                                                               |
| 9月21日（土）  | 私の試聴室～ドロテー・オベルリンガーのテレマン～              |                             | [ 71 ]                                                                                      |
| 9月28日（土）  | 尾高尚忠の作品～ＮＨＫのアーカイブスから                      | 9月30日（月）               | [ 72 ] [ 73 ]                                                                               |
| 10月5日（土）  | ワーグナー生誕２００年～ワーグナーとベルリーニ～              | 10月7日（月）               | [ 74 ] [ 75 ]                                                                               |
| 10月12日（土） | ダウランド生誕４５０年                                        | 10月14日（月）              | [ 76 ] [ 77 ]                                                                               |
| 10月19日（土） | 私の試聴室～内田光子のシューマン～                            | 10月21日（月）              | [ 78 ] [ 79 ]                                                                               |
| 10月26日（土） | 名ソプラノ・伊藤京子の足跡～ＮＨＫのアーカイブスから～        | 10月28日（月）              | [ 80 ] [ 81 ]                                                                               |
| 11月2日（土）  | ブリテンと能                                                  | 11月4日（月）               | [ 82 ] [ 83 ]                                                                               |
| 11月9日（土）  | ヴェルディとイタリア・ナショナリズム                          | 11月11日（月）              | [ 84 ] [ 85 ]                                                                               |
| 11月16日（土） | 東京クヮルテット小史                                          | 11月18日（月）              | [ 86 ] [ 87 ]                                                                               |
| 11月23日（土） | 私の試聴室                                                    | 11月25日（月）              | [ 88 ] [ 89 ]                                                                               |
| 11月30日（土） | 高田三郎生誕１００年                                          | 12月2日（月）               | [ 90 ] [ 91 ]                                                                               |
| 12月7日（土）  | フレンニコフ生誕１００年                                      | 12月9日（月）               | [ 92 ] [ 93 ]                                                                               |
| 12月14日（土） | ワーグナーとリスト                                            | 12月16日（月）              | [ 94 ] [ 95 ]                                                                               |
| 12月21日（土） | 私の試聴室～フランソワ・グザヴィエ・ロト～                    | 12月30日（月）              | [ 96 ] [ 97 ]                                                                               |

### 2018年
| 放送日         | 副題                                                          | 備考 |
| -------------- | ------------------------------------------------------------- | ---- |
| 1月6日（土）   | フランスのワルツ                                              |      |
| 1月13日（土）  | 戦後オーストリア作曲界の巨人 アイネム生誕100年                |      |
| 1月20日（土）  | 私の試聴室                                                    |      |
| 1月27日（土）  | 芥川と黛のオーケストラ作品〜NHKのアーカイブスから〜           |      |
| 2月10日（土）  | 音楽による札幌オリンピック回顧                                |      |
| 2月17日（土）  | 私の試聴室                                                    |      |
| 2月24日（土）  | 川崎静子の「カルメン」〜NHKのアーカイブスから〜               |      |
| 3月3日（土）   | 大澤壽人の「神風協奏曲」                                      |      |
| 3月10日（土）  | 電気と音楽                                                    |      |
| 3月17日（土）  | ドビュッシーの対独戦争                                        |      |
| 3月24日（土）  | 私の試聴室                                                    |      |
| 3月31日（土）  | 若き小澤征爾が振った日本人作品〜NHKのアーカイブスから〜       |      |
| 4月8日（日）   | バーンスタインとマンボ〜バーンスタイン生誕100年〜             |      |
| 4月15日（日）  | コラージュの作曲家〜B.A.ツィンマーマン生誕100年〜             |      |
| 4月22日（日）  | 私の試聴室                                                    |      |
| 4月29日（日）  | 立体放送のためのカンタータ・ディアロジーク「男の死」          |      |
| 5月13日（日）  | 没後200年・作曲家コジェルフを知っていますか                   |      |
| 5月20日（日）  | 私の試聴室                                                    |      |
| 5月27日（日）  | ラジオドラマ「夕鶴」〜歌劇「夕鶴」の起源をさぐる〜            |      |
| 6月3日（日）   | 「日本人と第九」〜日本初演から100年〜                         |      |
| 6月17日（日）  | 私の試聴室                                                    |      |
| 6月24日（日）  | ラジオのためのカンタータ「古代幻想」〜作・中村真一郎          |      |
| 7月1日（日）   | バーンスタインのルーツ探し〜名指揮者・名作曲家の100年         |      |
| 7月8日（日）   | 浪速のバルトーク〜作曲家・大栗裕の生誕100年                   |      |
| 7月15日（日）  | 高畑勲と日本人作曲家〜アニメの巨匠が愛した音楽                |      |
| 7月22日（日）  | 私の試聴室                                                    |      |
| 7月29日（日）  | 名歌手・平山美智子が残したもの〜NHKアーカイブスから〜         |      |
| 8月5日（日）   | ジャンヌ・ダルクとコロンブス〜ポール・クローデルの音楽遺産〜  |      |
| 8月26日（日）  | 立体音楽物語「新しい星の生まれるとき」〜NHKアーカイブスから〜 |      |
| 9月2日（日）   | ロシア5人組5番目の男〜作曲家キュイ没後100年に寄せて〜         |      |
| 9月9日（日）   | 音のアメリカ論〜第１次世界大戦と9.11のアメリカ音楽〜          |      |
| 9月16日（日）  | せめぎあいの音楽史〜弦楽三重奏対弦楽四重奏〜                  |      |
| 9月23日（日）  | わたしの試聴室                                                |      |
| 9月30日（日）  | 日本音楽コンクール作曲部門・歴史的音源を聴く夜                |      |
| 10月7日（日）  | 明治150年・明治音楽史入門編１                                 |      |
| 10月14日（日） | 明治150年・明治音楽史入門編２・歌の誕生                       |      |
| 10月21日（日） | わたしの試聴室                                                |      |
| 10月28日（日） | NHKアーカイブス貴重音源・日本の「交響曲」から                 |      |
| 11月4日（日）  | 第１次世界大戦・英国戦没作曲家の遺産                          |      |
| 11月18日（日） | わたしの試聴室                                                |      |
| 11月25日（日） | 音楽物語「あなたには聞こえませんか」〜NHKのアーカイブスから〜 |      |
| 12月2日（日）  | グノー生誕200年・天国的音楽への憧れ                           |      |
| 12月9日（日）  | カール・マルクスと音楽〜生誕200年に寄せて〜                   |      |
| 12月16日（日） | はじけるピチカート〜弦をはじく奏法の魅力〜                    |      |
| 12月23日（日） | わたしの試聴室〜2018年のクラシック音楽界を回顧する〜          |      |

### 2019年
| 放送日         | 副題                                                         | 備考            |
| -------------- | ------------------------------------------------------------ | --------------- |
| 1月6日（日）   | 新年を“イギリスのワルツ”で祝う                               | [ 98 ]          |
| 1月13日（日）  | 第1次世界大戦・戦没者へのレクイエム                          | [ 99 ]          |
| 1月20日（日）  | わたしの試聴室                                               | [ 100 ]         |
| 1月27日（日）  | よみがえる“諸井誠の交響曲”～NHKのアーカイブスから～          | [ 101 ]         |
| 2月3日（日）   | バツェヴィチを知っていますか？ポーランド人女性作曲家没後50年 | [ 102 ]         |
| 2月10日（日）  | フランス革命からベルリオーズへ～ベルリオーズ没後150年～      | [ 103 ]         |
| 2月17日（日）  | わたしの試聴室                                               | [ 104 ]         |
| 2月24日（日）  | 作曲家・別宮貞雄の室内楽を聴く～NHKアーカイブスから～        | [ 105 ]         |
| 3月10日（日）  | 世界を覆い尽くそうとする男～ベルリオーズ没後150年Vol.2       | [ 106 ]         |
| 3月17日（日）  | “ウグイス”で春を味わう                                       | [ 107 ]         |
| 3月24日（日）  | わたしの視聴室                                               | [ 108 ]         |
| 3月31日（日）  | NHKバック音楽特集 Vol.2 ～NHKのアーカイブスから～            | [ 109 ]         |
| 4月6日（土）   | スッペ生誕200年記念                                          | [ 110 ]         |
| 4月13日（土）  | ルーセル生誕150年記念                                        | [ 111 ]         |
| 4月20日（土）  | わたしの視聴室                                               | [ 112 ]         |
| 4月27日（土）  | 平成の終わりに寄せて                                         | [ 113 ]         |
| 5月11日（土）  | ポーランド国民に愛された作曲家～スタニスワフ・モニューシコ～ | [ 114 ]         |
| 5月18日（土）  | わたしの視聴室                                               | [ 115 ]         |
| 5月25日（土）  | 渡辺暁雄の遺産～生誕100年記念・NHKのアーカイブスから～       | [ 116 ]         |
| 6月1日（土）   | 渡辺暁雄とシベリウス～指揮者・渡辺暁雄 生誕１００年～        | [ 117 ]         |
| 6月8日（土）   | ガリーナ・ウストヴォリスカヤ生誕１００年                     | [ 118 ]         |
| 6月15日（土）  | オッフェンバック生誕２００年                                 | [ 119 ]         |
| 6月22日（土）  | わたしの試聴室                                               | [ 120 ]         |
| 6月29日（土）  | 作曲家・間宮芳生 卒寿（９０歳）を迎えて                      | ゲスト:間宮芳生 |
| 7月6日（土）   | 間宮芳生 卒寿を迎えて2〜NHKのアーカイブスから〜              | ゲスト:間宮芳生 |
| 7月13日（土）  | ハルダンゲル・フィドルの響き                                 |                 |
| 7月20日（土）  | わたしの試聴室                                               |                 |
| 7月27日（土）  | 菅野光亮生誕80年記念番組〜「砂の器」の作曲家〜               |                 |
| 8月3日（土）   | ヒューム大尉の楽しみ〜ヴァイオルの名手・生誕450年記念〜      |                 |
| 8月10日（土）  | せめぎあいの音楽史〜弦楽三重奏対弦楽四重奏〜                 |                 |
| 8月17日（土）  | 夏だ！祭りだ！！伊福部だ！！！                               |                 |
| 8月24日（土）  | わたしの試聴室                                               |                 |
| 9月7日（土）   | クララ・シューマン生誕200年                                  |                 |
| 9月14日（土）  | 冷戦音楽史(1) 冷戦の始まり                                   |                 |
| 9月21日（土）  | わたしの試聴室                                               |                 |
| 9月28日（土）  | 深井四郎の5つのパロディ〜NHKのアーカイブスから〜             |                 |
| 10月5日（土）  | 豊年満作の音楽〜10月 収穫の秋に寄せて〜                      |                 |
| 10月19日（土） | わたしの試聴室                                               |                 |
| 10月26日（土） | 作曲家・湯浅譲二 卒寿を迎えて〜NHKのアーカイブスから〜       |                 |
| 11月2日（土）  | 冷戦音楽史(2) 〜西側の逆襲〜                                 |                 |
| 11月9日（土）  | 冷戦音楽史(3) 第三次世界大戦と人類滅亡の幻想                 |                 |
| 11月16日（土） | 作曲家・佐藤勝 没後20年に寄せて                              |                 |
| 11月23日（土） | わたしの試聴室                                               |                 |
| 11月30日（土） | お父さんも作曲家〜レオポルト・モーツァルト生誕300年〜        |                 |
| 12月7日（土）  | 作曲家ミェチスワフ・ヴァインベルク〜生誕100年に寄せて〜      |                 |
| 12月14日（土） | わたしの試聴室                                               |                 |

### 2020年
| 放送日         | 副題                                                       | 備考                    |
| -------------- | ---------------------------------------------------------- | ----------------------- |
| 1月4日（土）   | ポーランドのワルツで新年を祝う                             |                         |
| 1月11日（土）  | 夭折の作曲家 ギヨーム・ルクー生誕150年                     |                         |
| 1月18日（土）  | わたしの試聴室                                             |                         |
| 1月25日（土）  | 作曲家・高田信一生誕100年〜NHKのアーカイブスから〜         |                         |
| 2月1日（土）   | ロマンティック・ヴァイオリンの祖 ヴュータン生誕200年       |                         |
| 2月8日（土）   | ベートーヴェンのお友だち〜アントン・レイハ生誕250年        |                         |
| 2月15日（土）  | 作曲家アンドレ・プレヴィンの遺産                           |                         |
| 2月22日（土）  | わたしの試聴室                                             |                         |
| 2月29日（土）  | 巌本真理弦楽四重奏団を聴く〜NHKのアーカイブスから〜        |                         |
| 3月7日（土）   | ベートーヴェンと行進曲〜ベートーヴェン生誕250年〜          |                         |
| 3月14日（土）  | "大阪万博の音楽"を聴く                                     |                         |
| 3月21日（土）  | わたしの試聴室                                             |                         |
| 3月28日（土）  | 作曲家・古関裕而のバック音楽集〜NHKのアーカイブスから〜    |                         |
| 4月4日（土）   | フランツ・レハール生誕150年                                |                         |
| 4月11日（土）  | ブルーノ・マデルナ生誕100年                                |                         |
| 4月18日（土）  | わたしの試聴室                                             |                         |
| 4月25日（土）  | 1964年10月のN響演奏会〜NHKのアーカイブスから〜             |                         |
| 5月2日（土）   | 選▽作曲家・古関裕而のバック音楽集〜NHKのアーカイブスから〜 | 2020年3月28日の再放送。 |
| 5月9日（土）   | 選▽冷戦音楽史(1) "冷戦の始まり"                            | 2019年9月14日の再放送。 |
| 5月16日（土）  | 選▽冷戦音楽史(2)〜西側の逆襲〜                             | 2019年11月2日の再放送。 |
| 5月30日（土）  | 選▽冷戦音楽史(3)"第三次世界大戦と人類滅亡の幻想”           | 2019年11月9日の再放送。 |
| 6月6日（土）   | 男声四重唱の楽しみ                                         |                         |
| 6月13日（土）  | ベートーヴェンの”悲愴”                                     |                         |
| 6月20日（土）  | わたしの試聴室                                             |                         |
| 6月27日（土）  | 中村梯一の「ドン・ジョヴァンニ」と木下保の「タンホイザー」 |                         |
| 7月4日（土）   | 1945年のドイツ音楽〜ドイツ敗戦75年に寄せて〜               |                         |
| 7月11日（土）  | ヨーゼフ・シュトラウス没後150年                            |                         |
| 7月18日（土）  | わたしの試聴室                                             |                         |
| 7月25日（土）  | 音楽詩劇"御者パエトーン"〜NHKのアーカイブスから〜          |                         |
| 8月1日（土）   | ベートーヴェンとケルビーニ〜ベートーヴェン生誕250年〜      |                         |
| 8月8日（土）   | 75年目の広島と長崎に寄せて                                 |                         |
| 8月15日（土）  | 橋本國彦の栄光と悲惨〜”戦後75年”に寄せて                   |                         |
| 8月22日（土）  | わたしの試聴室                                             |                         |
| 8月29日（土）  | 三善晃の「赤き死の仮面」〜NHKのアーカイブスから〜          |                         |
| 9月5日（土）   | ベートーヴェンとイギリス〜ベートーヴェン生誕250年〜        |                         |
| 9月12日（土）  | 豪壮と絢爛の作曲家〜フローラン・シュミット生誕150年〜      |                         |
| 9月19日（土）  | わたしの試聴室                                             |                         |
| 9月26日（土）  | 日本のオーケストラ音楽 幻の録音集〜NHKのアーカイブス〜     |                         |
| 10月3日（土）  | ルイ・ヴィエルヌ生誕150年                                  |                         |
| 10月10日（土） | ”微分音”の楽しみ                                           |                         |
| 10月17日（土） | ”歌詞の付いた”クラシック                                   |                         |
| 10月24日（土） | わたしの試聴室                                             |                         |
| 10月31日（土） | 助川敏弥生誕90年〜NHKのアーカイブスから〜                  |                         |
| 11月7日（土）  | ベートーヴェンとピアノ〜ベートーヴェン生誕250年〜          |                         |
| 11月14日（土） | 三島由紀夫 没後50年                                        |                         |
| 11月21日（土） | わたしの試聴室                                             |                         |
| 11月28日（土） | 黛敏郎の歌劇「金閣寺」〜三島由紀夫 没後50年〜              |                         |
| 12月5日（土）  | 近代チェコの隠れた巨匠〜ノヴァーク生誕150年〜              |                         |
| 12月12日（土） | ベートーヴェンとルドルフ大公〜ベートーヴェン生誕250年〜    |                         |

### 2021年
| 放送日         | 副題                                                            | 備考                                                                   |
| -------------- | --------------------------------------------------------------- | ---------------------------------------------------------------------- |
| 1月9日（土）   | チェコのワルツ！ポルカ！2021年の幕開けに寄せて                  |                                                                        |
| 1月16日（土）  | アンリ・トマジ 没後50年                                         |                                                                        |
| 1月23日（土）  | わたしの試聴室                                                  |                                                                        |
| 1月30日（土）  | 石井歓 生誕100年〜NHKのアーカイブスから                         |                                                                        |
| 2月6日（土）   | スウェーデンの作曲家ステンハンマル生誕150年                     |                                                                        |
| 2月13日（土）  | 100年目の12音音楽                                               |                                                                        |
| 2月20日（土）  | わたしの試聴室                                                  |                                                                        |
| 2月27日（土）  | 立川澄人と友竹正則〜NHKのアーカイブスから〜                     |                                                                        |
| 3月6日（土）   | ”良い香りのする音楽”を作る作曲家〜セヴラック没後100年〜         |                                                                        |
| 3月13日（土）  | オラショ・六段・グレゴリオ〜音楽学者・皆川達夫をしのんで〜      |                                                                        |
| 3月20日（土）  | わたしの試聴室                                                  |                                                                        |
| 3月27日（土）  | 池野成のNHKバック音楽集〜NHKのアーカイブスから〜                |                                                                        |
| 4月3日（土）   | アストル・ピアソラ 生誕100年                                    | この回より放送時間が変更。19:20開始となる。                            |
| 4月17日（土）  | チェンバロの迷宮〜20世紀にチェンバロはどう使われたのか〜        |                                                                        |
| 4月24日（土）  | 外山雄三の"卒寿”の誕生日を前に〜NHKのアーカイブスから           |                                                                        |
| 5月8日（土）   | フランソワ・オーベール 没後150年                                |                                                                        |
| 5月22日（土）  | イタリアのバロック音楽はいかにして復興したのか？                |                                                                        |
| 5月29日（土）  | 外山雄三の”指揮”を聴く〜NHKのアーカイブスから〜                 |                                                                        |
| 6月12日（土）  | “戦後”のストラヴィンスキー〜訪ソ・訪日・12音                    |                                                                        |
| 6月19日（土）  | 贋作の迷宮〜代作・共同作曲も添えて                              |                                                                        |
| 6月26日（土）  | 團伊玖磨の歌劇《楊貴妃》〜NHKのアーカイブスから                 |                                                                        |
| 7月3日（土）   | ダバダバとヴォカリーズ                                          |                                                                        |
| 7月10日（土）  | ストラヴィンスキーと“ピアノラ”                                  |                                                                        |
| 7月17日（土）  | 作曲家フンパーディンク 没後100年                                |                                                                        |
| 7月24日（土）  | ”騎行”の音楽〜乗り物シリーズ                                    |                                                                        |
| 7月31日（土）  | 山田一雄の遺産を聴く〜NHKのアーカイブスから                     |                                                                        |
| 8月7日（土）   | 作曲家カレル・フサ生誕100年                                     |                                                                        |
| 8月14日（土）  | 「ラジオ歌謡」で聴く“戦後日本”                                  |                                                                        |
| 8月21日（土）  | ウェーバーの「魔弾の射手」 初演200年                            |                                                                        |
| 8月28日（土）  | 山田耕筰の「あやめ」と「香妃」～NHKのアーカイブスから           |                                                                        |
| 9月4日（土）   | 歌うより語れ！〜シュプレヒシュティンメとシュプレヒコール〜      |                                                                        |
| 9月11日（土）  | “われに生きのびる道を教えよ”～バッハとシューマン～              |                                                                        |
| 9月18日（土）  | クラシック音楽作曲家“すぎやまこういち”を解剖する                |                                                                        |
| 10月2日（土）  | ツェムリンスキー 生誕150年                                      |                                                                        |
| 10月9日（土）  | マルコム・アーノルド 生誕100年                                  |                                                                        |
| 10月23日（土） | “コーカサス”の幻想                                              |                                                                        |
| 10月30日（土） | 作曲家・入野義朗 生誕100年～ＮＨＫのアーカイブスから～          |                                                                        |
| 11月6日（土）  | “おしつけがましくない音楽”〜テレマンからジョン・ケージまで      |                                                                        |
| 11月20日（土） | エディソン・デニソフ 没後25年〜シベリア生まれのソ連の前衛作曲家 |                                                                        |
| 11月27日（土） | 指揮者・森正とN響～NHKのアーカイブスより                        |                                                                        |
| 12月11日（土） | ハワイの歴史を巡る音の旅～真珠湾攻撃から80年～                  | 当初のタイトル “日本・ハワイ・アメリカ”〜真珠湾攻撃から80年 から改題。 |
| 12月18日（土） | サン=サーンス 没後100年                                         |                                                                        |
| 12月25日（土） | 2021年 逝ける人々をしのんで                                     |                                                                        |

### 2022年
| 放送日         | 副題                                                                           | 備考 |
| -------------- | ------------------------------------------------------------------------------ | --- |
| 1月8日（土）   | ”ドイツのワルツ”で新年を祝う！                                                 | |
| 1月22日（土）  | ”神秘の作曲家”スクリャービン 生誕150年                                         | |
| 1月29日（土）  | ソプラノ・伊藤京子を聴く〜NHKのアーカイブスから                                | |
| 2月12日（土）  | ショスタコーヴィチの好敵手〜ガヴリイル・ポポフ 没後50年                        | |
| 2月19日（土）  | お父さんはホルン吹き〜フランツ・シュトラウス 生誕200年                         | |
| 2月26日（土）  | 安川加壽子 生誕100年～NHKのアーカイブスより                                    | |
| 3月5日（土）   | アルフレード・カゼッラ 没後75年                                                | |
| 3月12日（土）  | 「ラジオ歌謡」で聴く”戦後日本”PART2                                            | |
| 3月19日（土）  | パウル・ユオン 生誕150年                                                       | |
| 3月26日（土）  | 石丸寛 生誕100年～NHKのアーカイブスより（中止）                                | ロシアのウクライナ侵攻を受け、ゲストに片山杜秀を迎えて『特集「ウクライナのためのコンサート」』を放送。司会は大林奈津子。 |
| 4月2日（土）   | 春の”超人”音楽祭                                                               | |
| 4月16日（土）  | “鐘”の音楽三昧                                                                 | |
| 4月23日（土）  | シンフォニック・ジャズの黄金時代〜グロフェ 没後50年に寄せて                    | |
| 4月30日（土）  | 別宮貞雄 生誕100年～NHKのアーカイブスから（中止）                              | 特番「今日は一日“プロレス格闘技入場曲”三昧」により休止。                                                                 |
| 5月7日（土）   | 滅びよ！悪魔                                                                   | |
| 5月21日（土）  | ヒューゴ・アルヴェーン 生誕150年                                               | |
| 5月28日（土）  | 電子音楽の先駆者 ヤニス・クセナキス                                            | |
| 6月4日（土）   | ラフから見渡すロマン派音楽〜ヨアヒム・ラフ 生誕200年                           | |
| 6月18日（土）  | 裁判官で小説家で作曲家～E.T.A.ホフマン 没後200年                               | |
| 7月2日（土）   | 映画とアニメと交響組曲〜スター・ウォーズからゴジラまで〜                       | |
| 7月9日（土）   | シュッツと”30年戦争”                                                           | |
| 7月16日（土）  | ”コサック”から生まれた音楽                                                     | |
| 7月23日（土）  | 恐るべしルイ14世〜フランス・バロック音楽と絶対王政〜                           | |
| 7月30日（土）  | 別宮貞雄生誕100年〜NHKのアーカイブスから〜                                     | |
| 8月13日（土）  | 納涼クラシック〜武満徹の怪談音楽〜                                             | |
| 8月20日（土）  | 機械仕掛けの幻想〜S.C.ナンカロウ没後25年〜                                     | |
| 8月27日（土）  | 岩城宏之生誕90年〜NHKのアーカイブスから〜                                      | |
| 9月3日（土）   | 作曲家・三枝成彰の軌跡〜傘寿（80歳）を迎えて〜                                 | |
| 9月10日（土）  | ウクライナの作曲家 ヴァレンティン・シルヴェストロフの軌跡                      | |
| 9月24日（土）  | 岩城宏之生誕90年PART2〜NHKのアーカイブスから〜                                 | |
| 10月1日（土）  | 作曲家・渡辺宙明の世界                                                         | |
| 10月8日（土）  | 全交響曲から紐（ひも）解くヴォーン・ウィリアムズの生涯～生誕１５０年に寄せて～ | |
| 10月22日（土） | 秋の夜長の“シャコンヌ＆パッサカリア”祭り                                       | |
| 10月29日（土） | 松下真一 生誕100年～NHKのアーカイブスより                                      | |
| 11月5日（土）  | 英国王室とクラシック〜エリザベス女王をしのんで〜                               | |
| 11月12日（土） | 休止                                                                           | |
| 11月19日（土） | アゼルバイジャンとクラシック～フィクレット・アミロフ生誕100年                  | |
| 11月26日（土） | シリアスなミュージカル～スティーブン・ソンドハイム没後1年                      | |
| 12月10日（土） | セザール・フランクと循環形式～フランク生誕200年に寄せて～                      | |
| 12月24日（土） | “クリスマス音楽”の迷宮 ～バッハからシュニトケまで～                            | |

### 2023年
| 放送日          | 副題                                                           | 備考                    |
| --------------- | -------------------------------------------------------------- | ----------------------- |
| 1月7日（土）    | 日本の“マーチ”で新年を祝う                                     |                         |
| 1月21日(土)     | リスナーの“迷宮”～10周年記念 リクエスト特集～                  |                         |
| 2月11日（土）   | エドゥアール・ラロ 生誕200年                                   |                         |
| 2月18日（土）   | カルーソーとシャリアピン ～SPレコード時代の大歌手～            |                         |
| 2月25日（土）   | 一柳慧生誕90年（追悼企画）～NHKのアーカイブスから～            |                         |
| 3月4日（土）    | “足踏みオルガン”盛衰記                                         |                         |
| 3月11日（土）   | 野球vsサッカー ～音楽応援合戦～                                |                         |
| 3月18日（土）   | マックス・レーガー生誕150年                                    |                         |
| 3月25日（土）   | 作曲家・指揮者 石丸寛を聴く ～NHKのアーカイブスから～          |                         |
| 4月1日（土）    | 春の“雄叫び”祭り                                               |                         |
| 4月8日（土）    | ラフマニノフとピアノ〜生誕150年記念 Vol.1〜                    |                         |
| 4月15日（土）   | ラフマニノフとメロドラマ ～生誕150年記念 Vol.2～               |                         |
| 4月22日（土）   | チェロ進化学入門                                               |                         |
| 5月6日（土）    | 音で旅する“司馬遼太郎と池波正太郎の世界”                       |                         |
| 5月13日（土）   | ロシアとフランスの架け橋～ニコライ・チェレプニン生誕150年      |                         |
| 5月20日（土）   | 2023年リゲティの旅 ～リゲティ生誕100年～                       |                         |
| 5月27日（土）   | 指揮者・山岡重信の追憶～NHKのアーカイブスから～                |                         |
| 6月3日（土）    | 世界のサカモトと呼ばれた男～音楽家・坂本龍一を偲（しの）んで～ |                         |
| 6月10日（土）   | ジャズるクラシック                                             |                         |
| 6月17日（土）   | “鳥・クラ学”入門 ～音楽の根源には鳥がいる！～                  |                         |
| 6月24日（土）   | N響 ザ・ヒストリカル ～ローゼンストック編～                    |                         |
| 7月1日（土）    | ハンス・アイスラー生誕125年                                    |                         |
| 7月8日（土）    | 浪曲・レチタティーヴォ・バラード～歌と語りのあいだで～         |                         |
| 7月15日（土）   | ピアノ練習曲のたのしみ                                         |                         |
| 7月22日（土）   | 作曲家・中田喜直生誕100年                                      |                         |
| 7月29日（土）   | サヴァリッシュとN響を聴く～NHKのアーカイブスから～             |                         |
| 8月5日（土）    | 「人間をかえせ」と「原爆小景」                                 |                         |
| 8月12日（土）   | 音楽家・外山雄三を偲んで                                       |                         |
| 8月19日（土）   | 三善晃の反戦三部作                                             |                         |
| 8月26日（土）   | 長沢勝俊生誕100年～NHKのアーカイブスから～                     |                         |
| 9月2日（土）    | 関東大震災100年～地震・復興・クラシック～                      |                         |
| 9月9日（土）    | グラスハーモニカの世界～残暑をしのぐ涼やかな音色～             |                         |
| 9月16日（土）   | 選▽ラフマニノフとピアノ～生誕150年記念 Vol.1～                 | 2023年4月8日の再放送。  |
| 9月23日（土）   | ガーシュウィン生誕125年                                        |                         |
| 9月30日（土）   | 作曲家・池辺晋一郎 傘寿を迎えて～NHKのアーカイブスから～       |                         |
| 10月7日（土）   | ミスターSの思い出～スクロヴァチェフスキ生誕100年～             |                         |
| 10月14日（土）  | 日本沈没とノストラダムス                                       |                         |
| 10月21日（土）  | 2023年リゲティの旅 ～リゲティ生誕100年～                       | 2023年5月20日の再放送。 |
| 10月28日（土）  | 野田暉行没後1年に寄せて～NHKのアーカイブスから～               |                         |
| 11月4日（土）   | 作曲家・西村朗を偲んで                                         |                         |
| 11月11日（土）  | ジョルダーノ没後75年                                           |                         |
| 11月18日（土）  | “鳥・クラ学”入門 ～音楽の根源には鳥がいる！～                  | 2023年6月17日の再放送。 |
| 11月25日 （土） | 作曲家・諸井誠 没後10年に寄せて～NHKのアーカイブスから         |                         |
| 12月2日（土）   | 究極のプリマドンナの肖像～マリア・カラス生誕100年～            |                         |
| 12月16日（土）  | 多重録音の楽しみ                                               |                         |
| 12月23日（土）  | シェークスピアの「テンペスト」                                 |                         |